# Illekastholmen
Illekastholmen est une île norvégienne dans le comté de Hordaland. Elle fait partie du territoire de l'ancienne commune de Meland, aujourd'hui rattachée à Alver (en).

## Géographie
Rocheuse et couverte d'arbres, elle s'étend sur environ 137 m de longueur pour une largeur approximative de 32 m.